# Farāmarz Kolā
Farāmarz Kolā (persiska: فرامرز كلا) är en ort i Iran.   Den ligger i provinsen Mazandaran, i den norra delen av landet, 140 km nordost om huvudstaden Teheran. Farāmarz Kolā ligger 145 meter över havet och antalet invånare är 561.
Terrängen runt Farāmarz Kolā är kuperad söderut, men norrut är den platt. Runt Farāmarz Kolā är det ganska glesbefolkat, med 34 invånare per kvadratkilometer. Närmaste större samhälle är Shīr Savār, 19,9 km nordväst om Farāmarz Kolā. I omgivningarna runt Farāmarz Kolā växer huvudsakligen savannskog.